# Bronisława Grochowska
Bronisława Helena Grochowska (ur. 4 lipca 1947 w Sobiechach) – polska ogrodniczka, poseł na Sejm PRL VII kadencji.

## Życiorys
Uzyskała wykształcenie średnie. W 1967 rozpoczęła pracę jako ogrodnik w Rolniczej Spółdzielni Produkcyjnej w Sadkach. W 1973 przystąpiła do Polskiej Zjednoczonej Partii Robotniczej. W 1976 uzyskała mandat posła na Sejm PRL w okręgu Inowrocław. Zasiadała w Komisji Nauki i Postępu Technicznego oraz w Komisji Rolnictwa i Przemysłu Spożywczego. Ponadto pełniła funkcję sekretarza Sejmu.